# Dibai
Dibai es  una ciudad y municipio situado en el distrito de Bulandshahr en el estado de Uttar Pradesh (India). Su población es de 39818 habitantes (2011). 

## Demografía
Según el  censo de 2011 la población de Dibai era de 39818 habitantes, de los cuales 20882 eran hombres y 18936 eran mujeres. Dibai tiene una tasa media de alfabetización del 68,68%, superior a la media estatal del 67,68%: la alfabetización masculina es del 76,75%, y la alfabetización femenina del 59,79%.